# Vilijam Tomas Brand
Vilijam Tomas Brand FRS FRSE (11. januar 1788 – 11. februar 1866) je bio engleski hemičar.

## Biografija
Brand je rođen u Arlington ulici, London, Engleska, kao najmlađi sin šestoro dece apotekara Avgusta Everarda Branda, poreklom iz Hanovera u Nemačkoj. Prvo se školovao u Kensingtonu, a zatim u Vestminsteru.
Nakon što je napustio Vestminstersku školu, 1802. godine je radio je kao šegrt kod svog brata, apotekara, sa namerom da posveti medicinskom pozivu.
Studirao je medicinu na Medicinskoj školi u Grejt Vindmil ulici i u bolnici St Džordž, pre nego što ga je privukla hemija nakon što se upoznao sa Hamfrijem Dejvijem. Zatim je počeo da drži predavanja iz hemije, na osnovu opsežnog znanja koje je stekao studiranjem tokom svog slobodnog vremena.
Godine 1811, objavio je prvi od dva veoma uticajna članka o merenju alkohola u fermentisanim pićima, uključujući vino, jabukovaču i pivo. Do tog vremena hemičari su mogli da mere alkohol samo u destilovanim pićima (brendi, džin itd), za koje su mnogi rani reformatori umerenosti pretpostavljali da je otrov. Pokazujući da je alkohol bio prisutan u fermentisanim pićima od samog početka (umesto da je nusproizvod procesa destilacije), Brand je potkopao dugogodišnji stav da su žestoka pića toksična, dok su vino i pivo zdraviji. Ove nalaze je kasnije propagirao Pokret umerenosti i koristio ih da opravdaju potpunu apstinenciju od alkohola, ili titotalizam.
Godine 1812, on je imenovan za profesora hemije u Apotekarskom društvu i držao je kurs predavanja pred Odborom za poljoprivredu umesto ser Hamfrija Dejvija, koga je sledeće godine nasledio na katedri hemije na Kraljevskom institutu u Londonu. Godine 1821, prvi je izolovao element litijum, što je uradio elektrolizom litijum oksida.
Otprilike od 1823. nadalje, Brand je sve više radio sa Kraljevskom kovnicom, da bi na kraju postao nadzornik Odeljenja za kovanje novca i kalupa.
Brandov Priručnik za hemiju, prvi put objavljen 1819. godine, uživao je široku popularnost, a između ostalih radova objavio je Rečnik nauke, književnosti i umetnosti 1842. Radio je na novom izdanju kada je umro u Tanbridž Velsu.
On je pisao je članke za Risovu Ciklopediju o hemiji, mada teme nisu poznate.

## Predavanja
Godine 1834, 1836, 1839, 1842, 1844, 1847 i 1850 Brand je bio pozvan da održi Božićno predavanje o hemiji u Kraljevskoj instituciji. Njegova predavanja su imala naslove Hemija gasova; Hemija atmosfere i okeana; Hemija nemetalnih elemenata; Hemija gasova; Elementi organske hemije i Hemija uglja.

## Publikacije
- Pregled geologije (1817)
- Priručnik za hemiju (1819)
- Priručnik za farmaciju (1825)
- Rečnik medicinske materije (1839)
- Rečnik nauke, književnosti i umetnosti (1842)
- Organska hemija (1854)

## Familija
Vilijam se oženio se Anom Frederikom Hačet, ćerkom eminentnog hemičara Čarlsa Hečeta u julu 1818. godine.

## Smrt
Brand je umro u Tanbridž Velsu 1866, i sahranjen je na groblju Vest Norvud u Londonu (grob 1177, kvadrat 98).

## Literatura
- Obituary – from Proceedings of the Royal Society of London, volume XVI, 1868, pages ii – vi (at end of volume)
- „Brande, William Thomas”. Речник националне биографије. London: Smith, Elder & Co. 1885.
- Material on Brande's life and death Архивирано 7 јун 2013 на сајту  by Frank James
- Овај чланак укључује текст из публикације која је сада у јавном власништву: Chisholm, Hugh, ур. (1911). „Brande, William Thomas”.  (на језику: енглески). 4 (11 изд.). Cambridge University Press. стр. 420.